# Thổ Phồn
| Lịch sử Tây Tạng |
| --- |
| Cổ đạiThời kỳ đồ đá mới Tượng Hùng ~500 TCN–645                                                                                       |
| Thổ Phồn 618–842Thời kỳ phân liệt 842–1253 Guge 1088–1630                                                                             |
| Thời kỳ các giáo phái thống trịSakyapa 1253–1358 ∟ thuộc Nguyên 1271–1354 Phagmodrupa 1354–1618 Rinpungpa 1435–1565 Tsangpa 1565–1642 |
| Chính quyền Ganden Phodrang 1642–1959Hãn quốc Khoshut 1642–1717 Tây Tạng thuộc Thanh 1720–1912 Tây Tạng 1912–1951                     |
| Cộng hòa Nhân dân Trung Hoa 1951–nayKhu tự trị Tây Tạng 1965–nay                                                                      |
| Xem thêm Quân chủ • Niên biểu • Phật giáo Tây Tạng Chính phủ lưu vong Tây Tạng                                                        |
| x t s |

| Lịch sử Tân Cương                                                                                          | Lịch sử Tân Cương |
| --- | ----------------- |
| Thời kỳ sơ khaiHung Nô • Tiên Ti • Nhu Nhiên                                                               |                   |
| Tây Vực (Cao Xương • Lâu Lan Khotan • Shule • Kucha • Karasahr)                                            |                   |
| Các hãn quốc Türk-Mông CổGöktürk 552–744 ∟ Tây Türk 581–657 An Tây đô hộ phủ 640–790 Thổ Phồn 670–842      |                   |
| Uyghur 744–840                                                                                             |                   |
| Kara-Khanid 840–1212 Qocho 843–1132 Tây Liêu 1124–1218                                                     |                   |
| Đế quốc Mông Cổ 1218–1266 Hãn quốc Chagatai 1225–1705 ∟ Moghulistan 1347–1462 ∟ Hãn quốc Yarkent 1514–1705 |                   |
| Hãn quốc Dzungar 1634–1758                                                                                 |                   |
| Tân Cương Nhà Thanh 1759–1911 Yettishar 1865–1878                                                          |                   |
| Trung Hoa Dân Quốc 1912–1949 Cộng hòa Đông Turkestan 1933–1934 Đệ nhị Cộng hòa Đông Turkestan 1944–1949    |                   |
| Cộng hòa Nhân dân Trung Hoa 1949–nay ∟ Khu tự trị Uyghur Tân Cương 1955–nay                                |                   |
| Xem thêm Người Uyghur • Hồi giáo tại Tân Cương Chính phủ lưu vong Đông Turkestan                           |                   |
| x t s |                   |

Thổ Phồn (chữ Hán: 吐蕃, bính âm: Tǔbō, tiếng Tạng: བོད་ཆེན་པོ།, THL: Bö chen po), hoặc Đại Phồn quốc (chữ Hán: 大蕃国, bính âm: Dàbō guó), là một đế quốc của người Tạng tồn tại từ thế kỷ thứ 7 tới thế kỷ thứ 9, sau khi thống nhất các quốc gia cổ đại tại cao nguyên Thanh Tạng, lãnh thổ thời cực thịnh trải dài tại Đông Á, Trung Á và Nam Á ngày nay.
Lịch sử truyền thống của người Tạng bao gồm một danh sách dài các vị quân chủ nhưng do người Tạng thời kỳ này chưa có chữ viết nên không có đủ chứng cứ xác thực. Họ bắt đầu xuất hiện trong sử liệu bên ngoài từ thế kỷ thứ 7, khi vua thứ 32 là Namri Songtsen phái sứ giả tới nhà Tùy tại Trung Hoa. Kể từ thời Songtsen Gampo, các Tán phổ (Hoàng đế) Thổ Phồn đã thống nhất và mở rộng lãnh thổ đế quốc ra bên ngoài cao nguyên Thanh Tạng. Đến thời Ralpacan trị vì vào đầu thế kỷ thứ 9, lãnh Thổ Phồn đã trải dài từ bồn địa Tarim tới Himalaya, Bengal, Pamir và các khu vực tại Cam Túc và Vân Nam, Trung Quốc ngày nay.
Địa hình đa dạng của Thổ Phồn đã gây khó khăn cho vận tải, cùng với những hệ tư tưởng mới được du nhập vào khi lãnh thổ được mở rộng, đã tạo nên những căng thẳng và đấu đá nội bộ tại trung ương đế quốc. Có thể kể đến như các tín đồ Bön giáo và những người ủng hộ các quý tộc cũ phải cạnh tranh với Phật giáo mới được du nhập. Thổ Phồn bị phân liệt do cuộc nội chiến Hoàng tộc vào năm 842.

## Lịch sử

Bốn Như (đơn vị hành chính) của Thổ Phồn vào thế kỷ thứ 7.

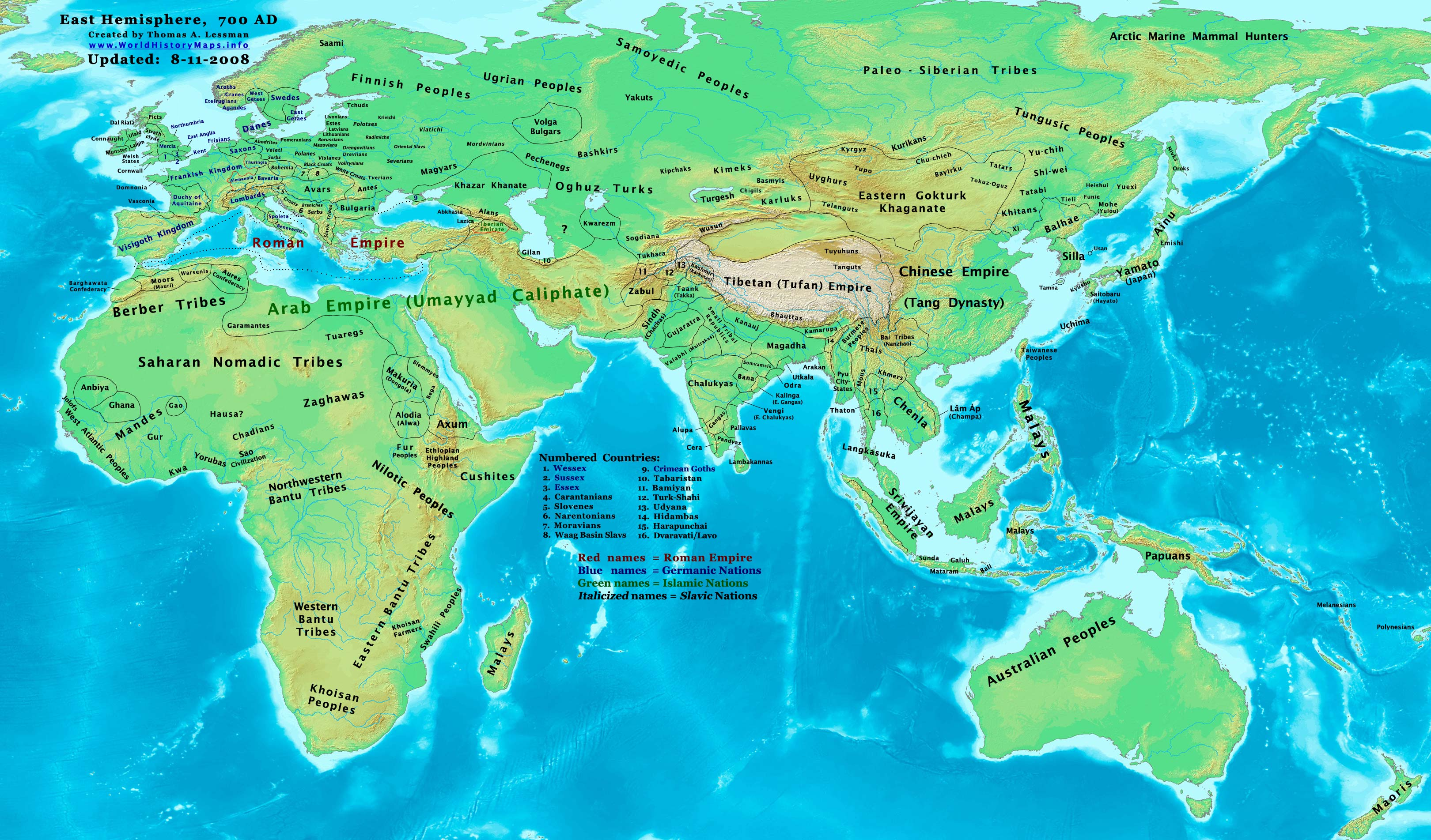
Thổ Phồn vào năm 700.

### Hưng thịnh

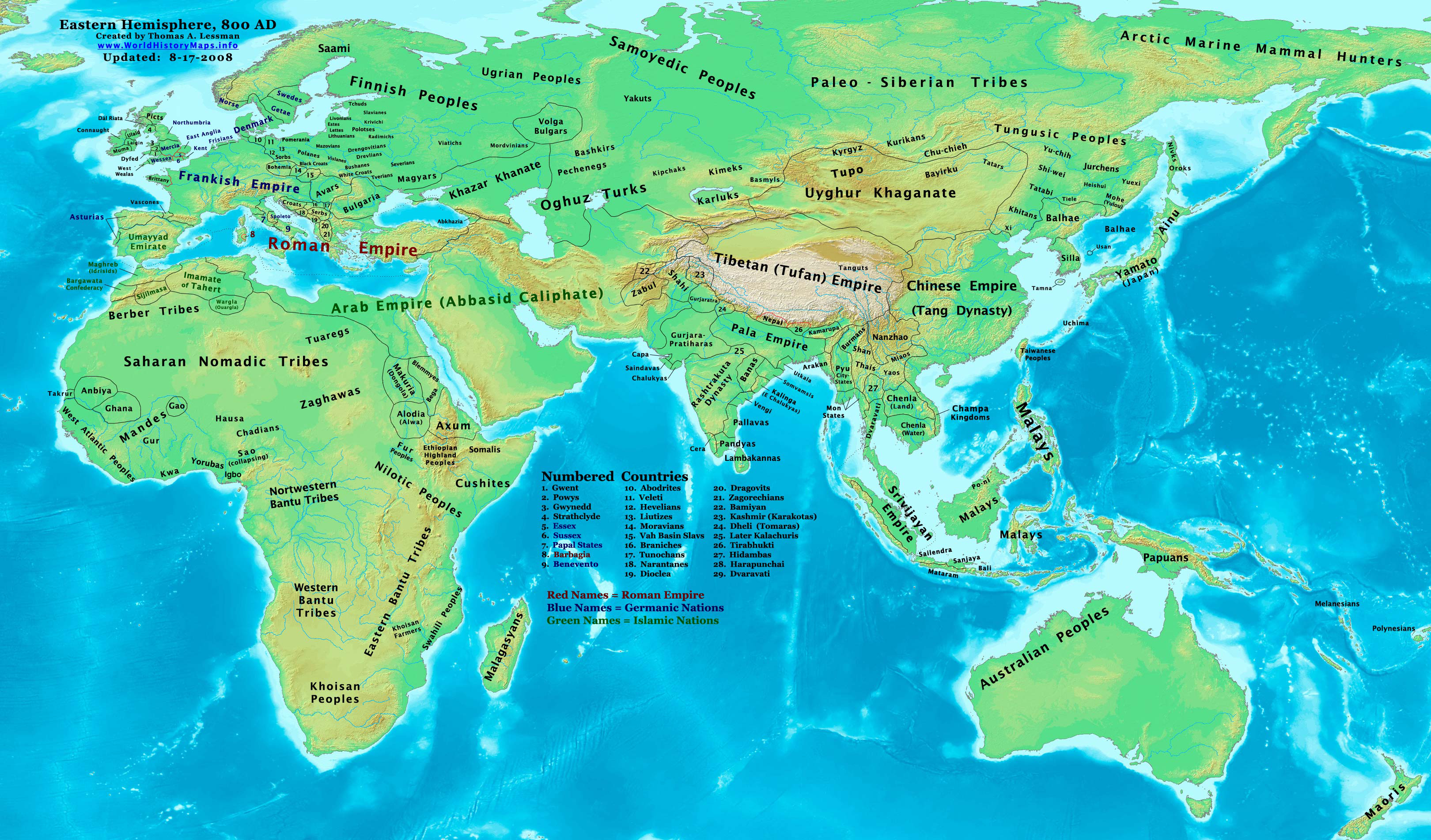
Thổ Phồn vào năm 820.

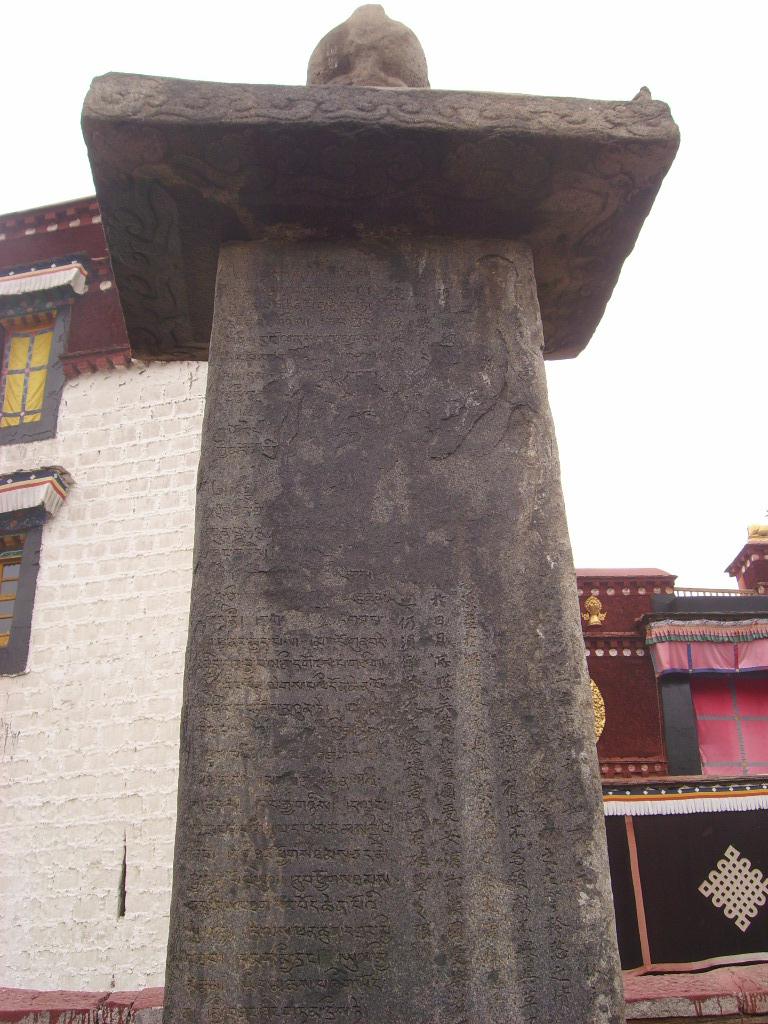
Bia tưởng niệm Đường-Phồn hội minh.

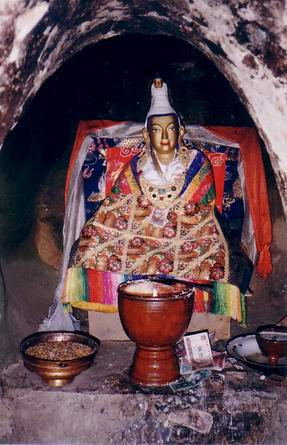
Tượng Tán Phổ Songtsen Gampo.

### Suy tàn

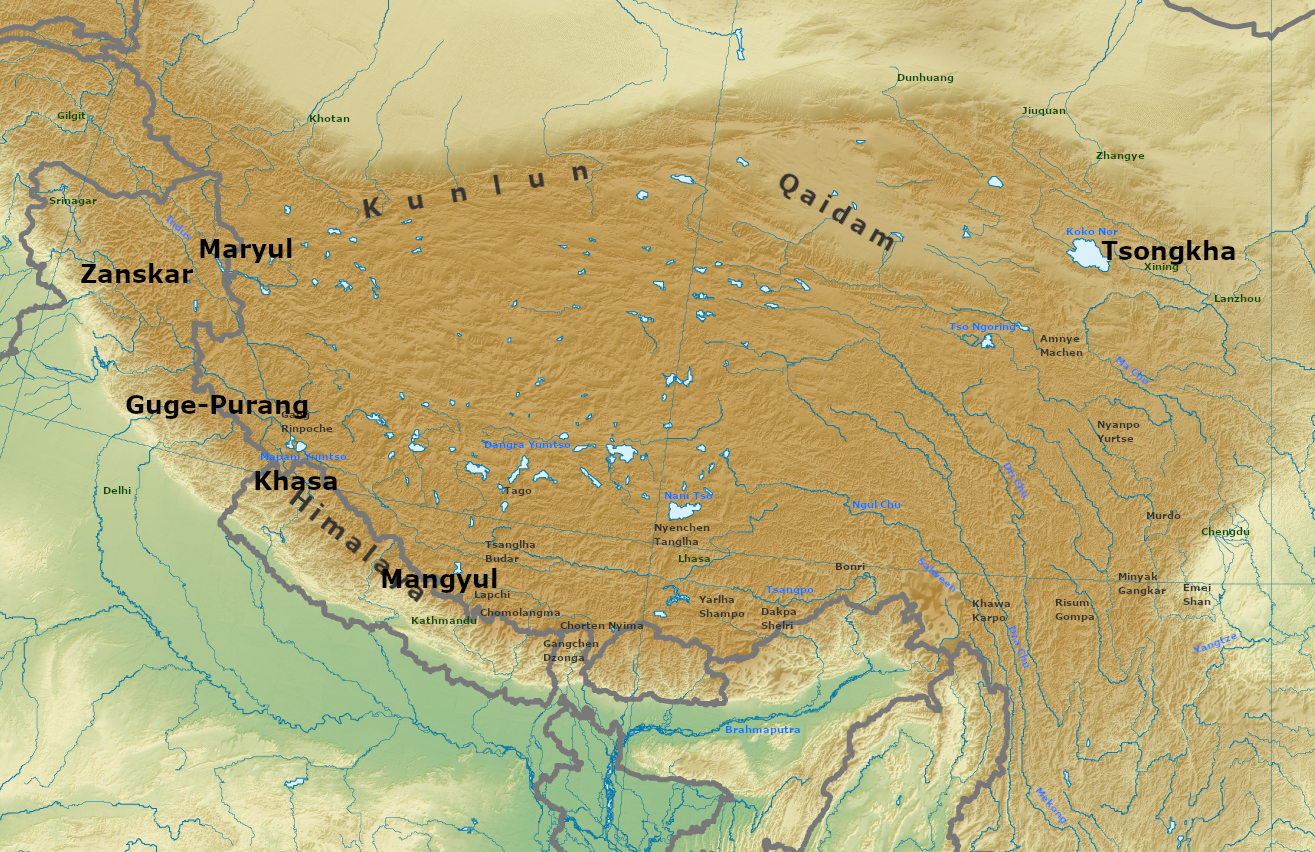
Thổ Phồn phân liệt hậu đế quốc

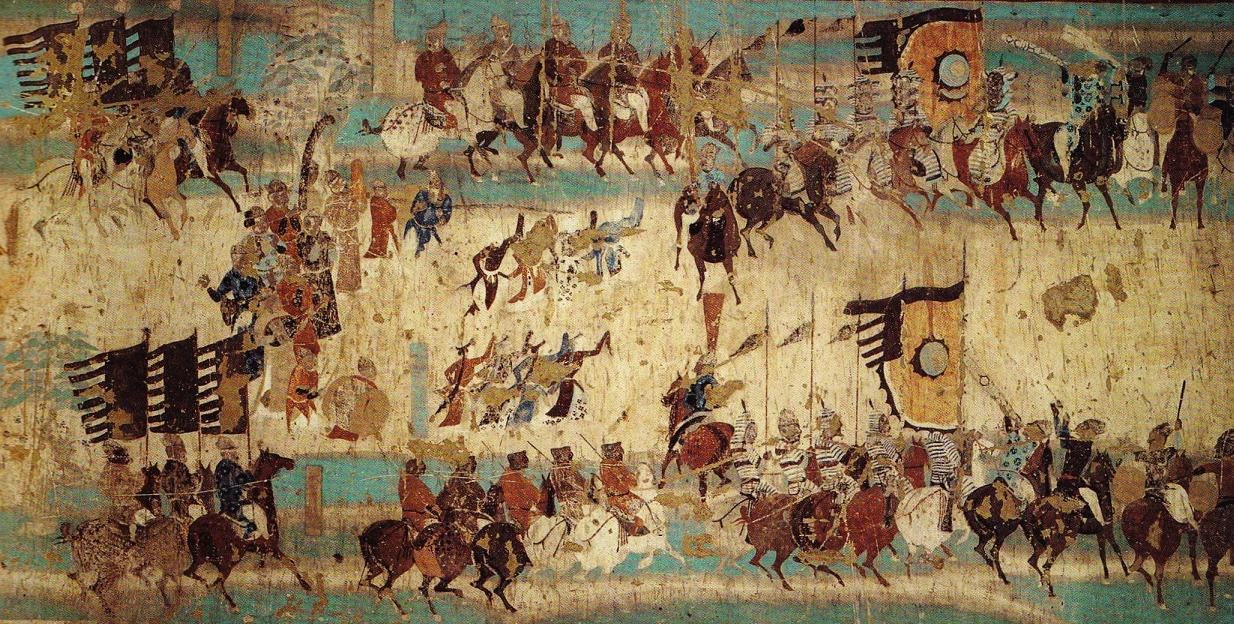
Bích họa kỷ niêm chiến thắng của Trương Nghĩa Triều trước Thổ Phồn vào năm 848 tại hang Mạc Cao.

## Xã hội

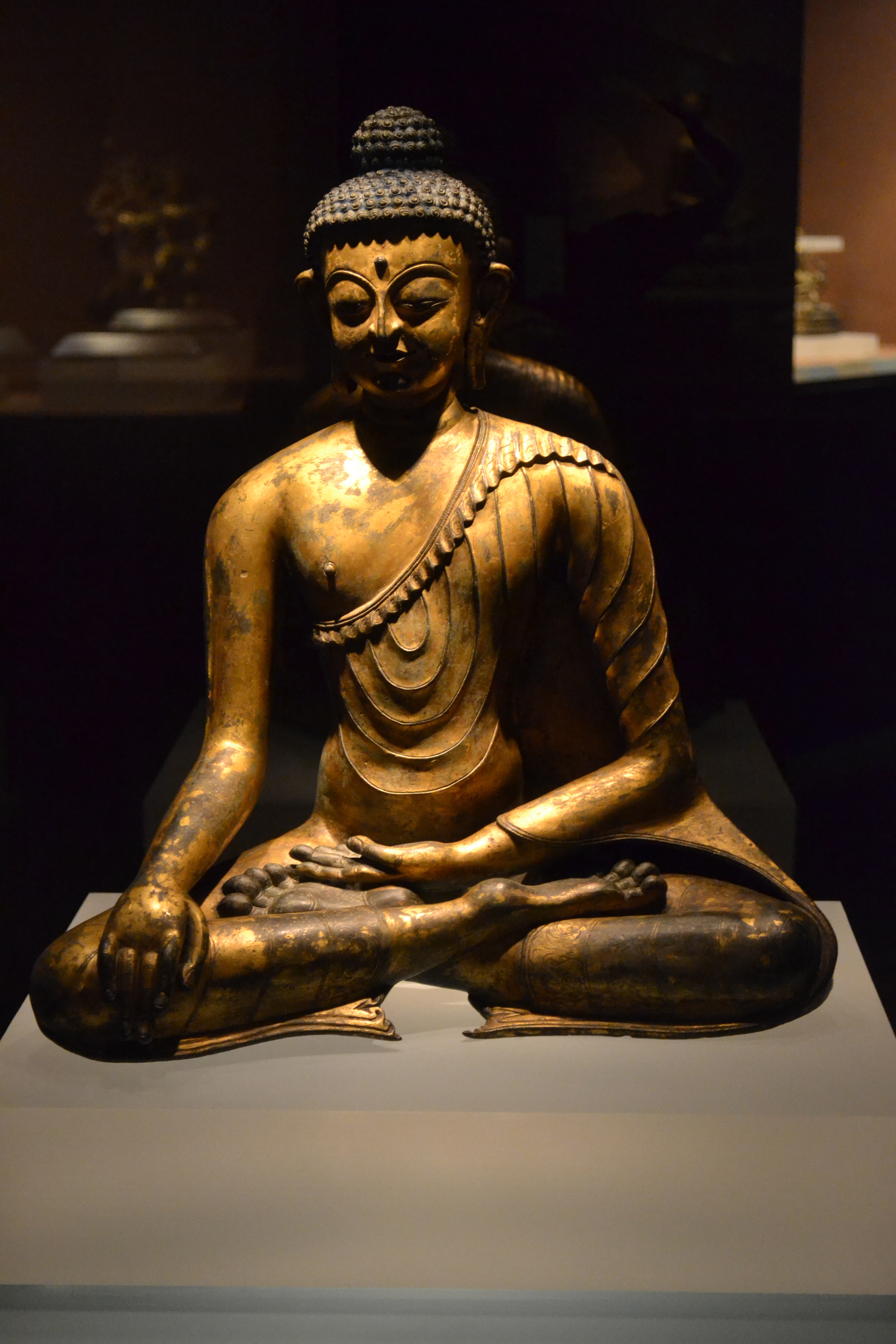
Tượng Phật Thích Ca Mâu Ni bằng đồng mạ vàng tại Thổ Phồn.